# Iquique (stad)
Iquique is een regiohoofdstad en gemeente in de Chileense provincie Iquique in de regio Tarapacá. Iquique telde 191.468 inwoners in 2017 en heeft een oppervlakte van 2242 km².

## Geschiedenis
In 1907 vond hier het Bloedbad in de school Santa María in Iquique plaats, waarbij 2200 stakende salpetermijnwerkers en hun familieleden werden afgeslacht door het leger.
Op 2 april 2014 vond 85 km uit de kust van Iquique een aardbeving plaats.

## Galerij

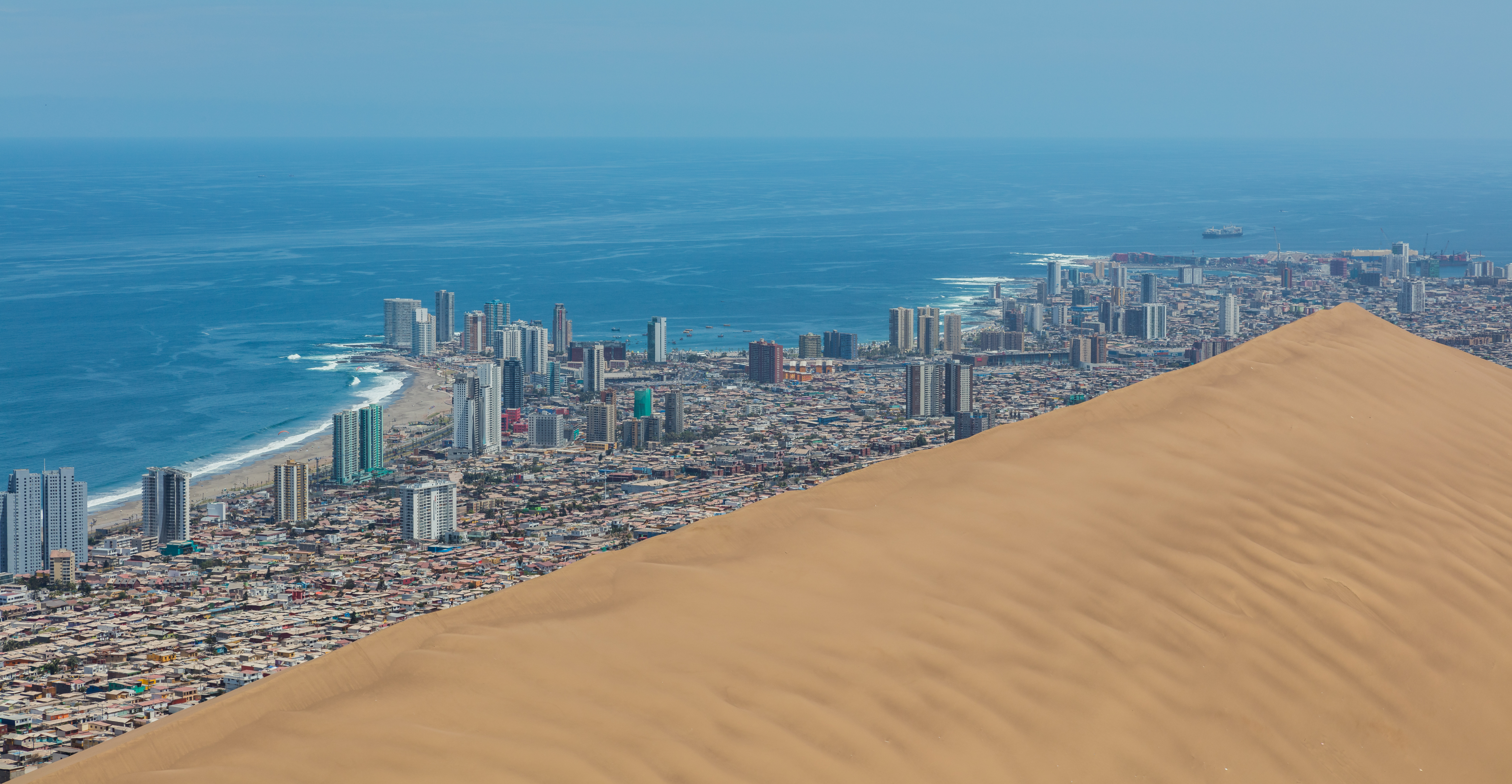
De Drakenduin met op de achtergrond Iquique